# NGC 604
Az NGC 604 egy hatalmas H II régió a Triangulum-galaxisban. William Herschel fedezte fel 1784. szeptember 11-én. A Lokális Csoport galaxisai között az egyik legnagyobb H II régió; becsült távolsága 2,7 millió fényév, legnagyobb átmérője nagyjából 1500 fényév (460 parszek); több mint negyvenszer akkora, mint az Orion-köd látható része. Több mint 6300-szor fényesebb, mint az Orion-köd; ha azonos távolságra lenne, felülmúlná a Vénusz fényességét.
Mint minden emissziós köd esetében, a gázfelhőt annak közepén elhelyezkedő, masszív csillagok egy csoportja ionizálja. A Nagy Magellán-felhőben lévő Tarantula-köd központi klaszterével (R136) szemben az NGC 604 a maga 200 O és WR színképű csillagával és 105 naptömegnyi tömegével sokkal kevésbé kompakt.

## Fordítás
Ez a szócikk részben vagy egészben  a   NGC 604 című angol Wikipédia-szócikk fordításán alapul.  Az eredeti cikk szerkesztőit annak laptörténete sorolja fel. Ez a jelzés csupán a megfogalmazás eredetét és a szerzői jogokat jelzi, nem szolgál a cikkben szereplő információk forrásmegjelöléseként.